# ウクライナ語の方言

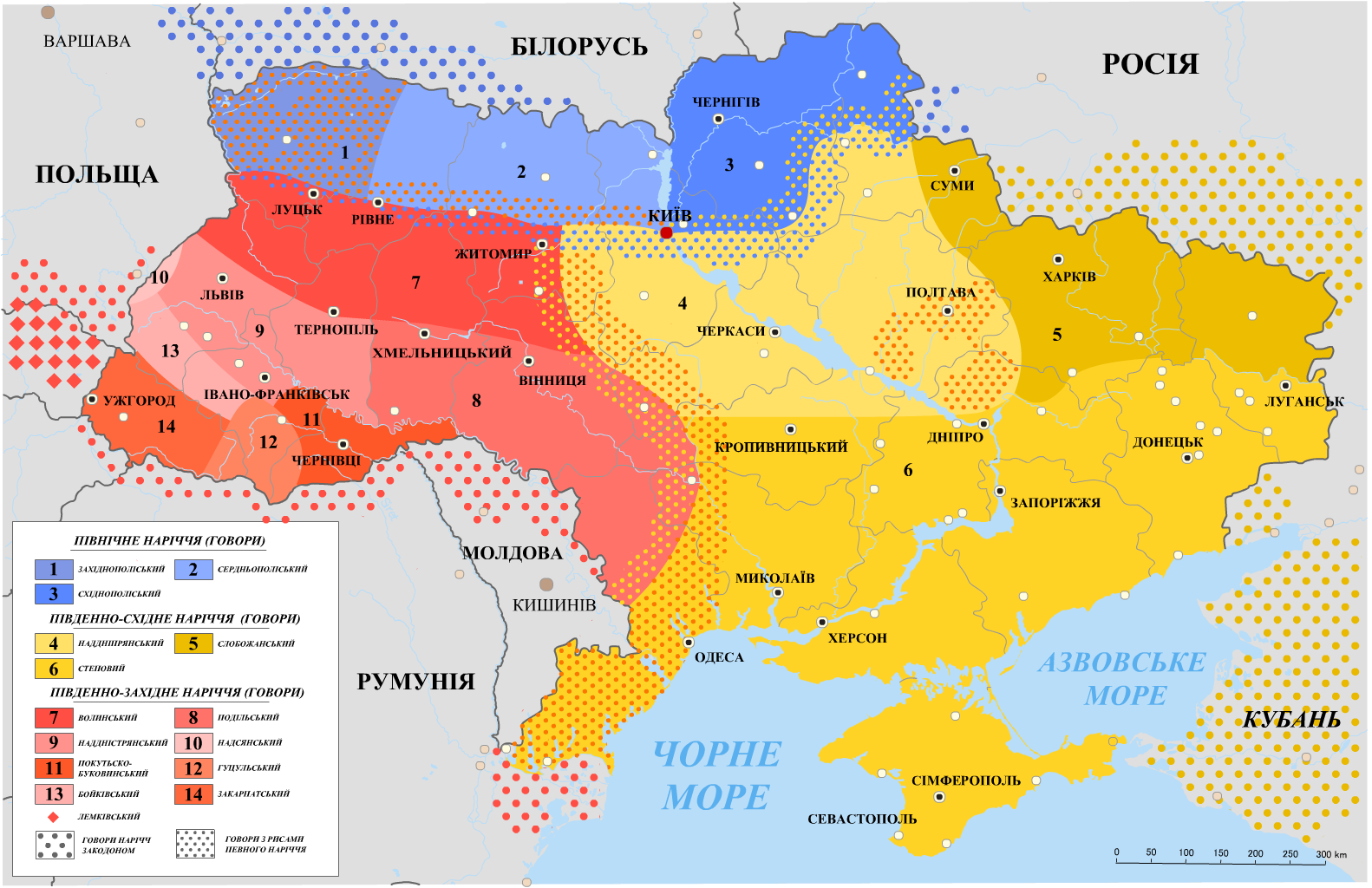
ウクライナ語の方言と話者の分布図（2005年）。
北部方言（話者）
南東部方言（話者）
南西部方言（話者）

ウクライナ語方言学（ウクライナごほうげんがく、Українська діалектологія）は、ウクライナ語の方言を研究する学問分野である。ウクライナ語の方言は、大きく3つのグループに分けられる：南西部方言、南東部方言、および北部方言である。
ウクライナ語の方言の数、境界、相互の対立度、および話者のグループ内での細分化は、先史時代からの部族的差異、後に形成された政治的・行政的統合や再編成、そして行政、経済、文化、宗教、教育の中心が民族の言語発展に与えた影響の結果として形成された。

## ウクライナ語の方言
現在の3つの主要な方言は、歴史的に常に存在していたわけではない。古ルーシ時代の現代ウクライナの領土では、人口は北東部と南西部の2つの民族的・言語的グループを形成し、それぞれ北東部方言と南西部方言が区別された。この古い北東部と南西部の方言の対立は、おそらく東スラヴ人の南部の部族的分化を反映している。
古代東スラヴの部族や部族連合は、それぞれ特有の言語的特徴を持ち、独自の話者としての言語システムを有していた。言語学者のミコラ・ナコネチヌイ
によると、古い北東部話者はポリアヌィ、デレヴリャヌィ、シヴェリャヌィ、および北部のヴォルィニャヌィと関連付けられ、南西部話者は南部のヴォルィニャヌィ、ウリチ、ティヴェルツィ、ビリ・ホルヴァトゥィと関連付けられる。言語学者ukは、ポリアヌィ、デレヴリャヌィ、シヴェリャヌィの直接の子孫を、キエフ州北部やヴォルィーニ州、チェルニーヒウ州南部、ポルタヴァ州北部の住民とみなした。
コスチャンティン・ミハリチュクは、古い北東部話者をポリアヌィやデレヴリャヌィと関連付け、シヴェリャヌィやドレホヴィチは北ルーシと南ルーシの部族間の過渡的タイプに属すると考えた。南西部グループは、ヴォルィーニのドゥリブやガリチナのホルヴァトゥィと関連付けられる。ポディーリャのウリチやティヴェルツィは、北東部と南西部のグループの過渡的役割を果たした。
現代の3つの方言は、音声学的、文法的、語彙的特徴の組み合わせによって定義される。歴史的には、北部方言と南西部方言が互いに関連しており、両者は多くの特徴で南東部方言と対立する。北部および南西部のほとんどの話者は古くから存在し、一部の現代研究によると、南西部話者が北部話者よりも先に形成された可能性があり、ウクライナ語の起源の中心地であるとされる。北部と南西部方言は、古代部族の言語の反映、封建的・行政的境界の安定性、人口移動の適度な強度など、さまざまな要因による方言の細分化が特徴である。
南東部と南西部方言は、新しい標準ウクライナ語の形成過程で相互に関連している。南東部方言は現代の標準ウクライナ語の基盤となり、南西部話者は19世紀から20世紀初頭にかけて存在した西部ウクライナの文学言語の基盤となった。

### 方言と話者の一覧
以下の表は、ウクライナ語の方言とその話者を整理したものである。
| 言語         | サブ方言/方言 | サブ方言/方言                      | 話者                                                       | 方言地図上の番号 |
| ------------ | ------------- | ---------------------------------- | ---------------------------------------------------------- | ---------------- |
| ウクライナ語 | 北部          | 北部                               | 西部ポリッシャ（西ポリッシャ話者）                         | 1                |
| ウクライナ語 | 北部          | 北部                               | 中部ポリッシャ（中ポリッシャ話者）                         | 2                |
| ウクライナ語 | 北部          | 北部                               | 東部ポリッシャ（東ポリッシャ話者）                         | 3                |
| ウクライナ語 | 南東部        | 南東部                             | ナッドニプリャンスキー（ドニプロ川流域話者）               | 4                |
| ウクライナ語 | 南東部        | 南東部                             | スロボジャンスキー（スロボダ話者）                         | 5                |
| ウクライナ語 | 南東部        | 南東部                             | ステポヴィー（ステップ話者）                               | 6                |
| ウクライナ語 | 南西部        | ヴォルィーニ・ポディーリャグループ | ヴォルィンスキー（ヴォルィーニ話者）                       | 7                |
| ウクライナ語 | 南西部        | ヴォルィーニ・ポディーリャグループ | ポディルスキー（ポディーリャ話者）                         | 8                |
| ウクライナ語 | 南西部        | ガリチナ・ブコヴィナグループ       | ナッドニストリアンスキー（ドニエストル川流域話者）         | 9                |
| ウクライナ語 | 南西部        | ガリチナ・ブコヴィナグループ       | ナドシャンスキー（サン川流域話者）                         | 10               |
| ウクライナ語 | 南西部        | ガリチナ・ブコヴィナグループ       | ポクトゥスコ・ブコヴィンスキー（ポクトゥ・ブコヴィナ話者） | 11               |
| ウクライナ語 | 南西部        | ガリチナ・ブコヴィナグループ       | フツルスキー（フツル話者）                                 | 12               |
| ウクライナ語 | 南西部        | カルパチアグループ                 | ボイキウスキー（ボイコ話者）                               | 13               |
| ウクライナ語 | 南西部        | カルパチアグループ                 | ザカルパツキー（ザカルパチア話者）                         | 14               |
| ウクライナ語 | 南西部        | カルパチアグループ                 | レムキウスキー（レムコ話者、ウクライナ国外）               | *                |
| ウクライナ語 | ?             | ?                                  | カナダ方言（ウクライナ国外）                               | —                |

### ウクライナ語方言の境界
「ウクライナ語アトラス」によると、ウクライナ語の方言は、音声学、文法、語彙の等語線によって3つの主要な方言に分割される。
北部方言は、北でベラルーシ語、東でロシア語、西でポーランド語と接している。「ウクライナ語アトラス」のデータに基づくと、北部方言の南の境界はおおよそ以下の線で定義される：
- ヴォロディームィル — ルーツィク — リウネ — ズヴャーヘリ — キエフ — プルィルークィ — コノトプ — そしてセイム川に沿ってロシア語との境界まで。

北部方言の等語線は、この線よりも南に広がる場合があり、北部方言の北側には南部方言の特徴を持つ話者の帯が存在する。過渡的話者の帯の幅は地域によって異なる。キエフとプルィルークィの間では、人口移動の影響で北部と南東部方言を分ける等語線の帯が特に広い。その他の地域では、北部と南部方言の過渡的話者はより狭い帯を形成し、方言間の相互影響の結果とされる。
「ウクライナ語アトラス」に基づく北部と南部方言の境界は、従来の研究者が定義した境界よりも北に位置する。これは、過去の研究者の方言分割基準の特徴と、南部方言の特徴が北部方言の特徴を徐々に置き換え、北部方言の領域が縮小していることによる。
言語学者のミコラ・ニコンチュクは、中部ポリッシャ話者の南の境界をさらに北に設定し、以下の線を提案している：
- リウネの北 — ズヴャーヘリの北（クルチツャとヴェルビウカの間） — ウボルチ川の上流 — ウシュ川の上流 — イルシャ川の右岸 — キエフの北（リュティシュとスホルーチャの間） — チェルニーヒウ州のオステル川流域。

この線はおおよそ「ウクライナ語アトラス」の等語線と一致するが、北部方言の主要な特徴に基づくと、この区間では境界をさらに南に設定する根拠がある。
北部と南部方言の境界は、東スラヴ部族の最古の民族 キエフ公国、ヴォルィーニ公国、チェルニーヒウの地、ペレヤスラウの地、キエフの地、ヴォルィーニの地、ホルムの地、キエフ県、ヴォルィーニ県、チェルニーヒウ県、ポルタヴァ県、スムィ州、チェルニーヒウ州、キエフ州、ジトーミル州、リウネ州、ヴォルィーニ州などの歴史的行政区分と関連している。

### 方言と話者の一覧
以下の表は、ウクライナ語の方言とその話者を整理したものである。
| 言語         | サブ方言/方言 | サブ方言/方言                      | 話者                                                       | 方言地図上の番号 |
| ------------ | ------------- | ---------------------------------- | ---------------------------------------------------------- | ---------------- |
| ウクライナ語 | 北部          | 北部                               | 西部ポリッシャ（西ポリッシャ話者）                         | 1                |
| ウクライナ語 | 北部          | 北部                               | 中部ポリッシャ（中ポリッシャ話者）                         | 2                |
| ウクライナ語 | 北部          | 北部                               | 東部ポリッシャ（東ポリッシャ話者）                         | 3                |
| ウクライナ語 | 南東部        | 南東部                             | ナッドニプリャンスキー（ドニプロ川流域話者）               | 4                |
| ウクライナ語 | 南東部        | 南東部                             | スロボジャンスキー（スロボダ話者）                         | 5                |
| ウクライナ語 | 南東部        | 南東部                             | ステポヴィー（ステップ話者）                               | 6                |
| ウクライナ語 | 南西部        | ヴォルィーニ・ポディーリャグループ | ヴォルィンスキー（ヴォルィーニ話者）                       | 7                |
| ウクライナ語 | 南西部        | ヴォルィーニ・ポディーリャグループ | ポディルスキー（ポディーリャ話者）                         | 8                |
| ウクライナ語 | 南西部        | ガリチナ・ブコヴィナグループ       | ナッドニストリアンスキー（ドニエストル川流域話者）         | 9                |
| ウクライナ語 | 南西部        | ガリチナ・ブコヴィナグループ       | ナドシャンスキー（サン川流域話者）                         | 10               |
| ウクライナ語 | 南西部        | ガリチナ・ブコヴィナグループ       | ポクトゥスコ・ブコヴィンスキー（ポクトゥ・ブコヴィナ話者） | 11               |
| ウクライナ語 | 南西部        | ガリチナ・ブコヴィナグループ       | フツルスキー（フツル話者）                                 | 12               |
| ウクライナ語 | 南西部        | カルパチアグループ                 | ボイキウスキー（ボイコ話者）                               | 13               |
| ウクライナ語 | 南西部        | カルパチアグループ                 | ザカルパツキー（ザカルパチア話者）                         | 14               |
| ウクライナ語 | 南西部        | カルパチアグループ                 | レムキウスキー（レムコ話者、ウクライナ国外）               | *                |
| ウクライナ語 | ?             | ?                                  | カナダ方言（ウクライナ国外）                               | —                |

### ウクライナ語方言の境界
「ウクライナ語アトラス」によると、ウクライナ語の方言は、音声学、文法、語彙の等語線によって3つの主要な方言に分割される。
北部方言は、北でベラルーシ語、東でロシア語、西でポーランド語と接している。「ウクライナ語アトラス」のデータに基づくと、北部方言の南の境界はおおよそ以下の線で定義される：
- ヴォロディームィル — ルーツィク — リウネ — ズヴャーヘリ — キエフ — プルィルークィ — コノトプ — そしてセイム川に沿ってロシア語との境界まで。

北部方言の等語線は、この線よりも南に広がる場合があり、北部方言の北側には南部方言の特徴を持つ話者の帯が存在する。過渡的話者の帯の幅は地域によって異なる。キエフとプルィルークィの間では、人口移動の影響で北部と南東部方言を分ける等語線の帯が特に広い。その他の地域では、北部と南部方言の過渡的話者はより狭い帯を形成し、方言間の相互影響の結果とされる。
「ウクライナ語アトラス」に基づく北部と南部方言の境界は、従来の研究者が定義した境界よりも北に位置する。これは、過去の研究者の方言分割基準の特徴と、南部方言の特徴が北部方言の特徴を徐々に置き換え、北部方言の領域が縮小していることによる。
言語学者のミコラ・ニコンチュクは、中部ポリッシャ話者の南の境界をさらに北に設定し、以下の線を提案している：
- リウネの北 — ズヴャーヘリの北（クルチツャとヴェルビウカの間） — ウボルチ川の上流 — ウシュ川の上流 — イルシャ川の右岸 — キエフの北（リュティシュとスホルーチャの間） — チェルニーヒウ州のオステル川流域。

この線はおおよそ「ウクライナ語アトラス」の等語線と一致するが、北部方言の主要な特徴に基づくと、この区間では境界をさらに南に設定する根拠がある。
北部と南部方言の境界は、東スラヴ部族の最古の民族 キエフ公国、ヴォルィーニ公国、チェルニーヒウの地、ペレヤスラウの地、キエフの地、ヴォルィーニの地、ホルムの地、キエフ県、ヴォルィーニ県、チェルニーヒウ県、ポルタヴァ県、スムィ州、チェルニーヒウ州、キエフ州、ジトーミル州、リウネ州、ヴォルィーニ州などの歴史的行政区分と関連している。

## ウクライナ語方言学の歴史
ウクライナ語方言学の起源は、18世紀後半に遡り、言語の地域的差異の認識から始まった。19世紀には、民族学の興隆やスラヴ諸民族の国民的文化的運動に伴い、方言研究が活発化した。この時期の記録は体系的ではなく、特定の地域の特定が不十分だった。
方言の分類は、「方言」の大まかな区分から、方言地図の作成へと進化した。研究材料の範囲と性質も、偶発的な記録から質問票を用いた体系的記録へ、小規模な言語領域の調査からウクライナ語方言全体の包括的調査へと変化した。

### オパナス・シャフォンシキー
ウクライナ語方言の科学的分割は、18世紀に左岸ウクライナの話者の分類を試みたオパナス・シャフォンシキーの「チェルニーヒウ代官区の地誌的記述」（1786年）に始まる。彼は言語的・人類学的特徴に基づき、左岸ウクライナを3つの地域に分けた：北西部（デスナ川以北）、中部（デスナ川、セイム川、スーラ川、ドニプロ川の間）、南東部（プセル川、スーラ川、ドニプロ川の間）。
シャフォンシキーは、北西部では「конь, нож, вол」、中部では「кунь, нуж, вул」、南東部では「кінь, ніж, віл」と特徴づけた。現代方言学の視点では簡略化され不正確だが、左岸の北部話者と南部話者の違い、およびその間に独自の過渡的話者が存在することを正しく観察した。

### オレクシイ・パウロウシキーとミハイロ・マクシモヴィチ
オレクシイ・パウロウシキーは1805年のウクライナ語文法で、北部話者が南部話者と異なり、古代の母音「о」「е」の位置に二重母音を持つと指摘した。
1830年代には、ミハイロ・マクシモヴィチが方言分類に注目し、小ルーシ（北東部）と赤ルーシ（南西部）の2つの方言を区別した。小ルーシ方言にはドニプロ川両岸、ポリッシャ、ヴォルィーニ、ポディーリャの話者を含め、赤ルーシ方言にはドニエストル川両岸のガリチナやカルパチアの話者を含めた。彼は北東部方言の特徴として未来時制の動詞形「знатиму」や女性名詞・代名詞の単数与格「-ою, -ею」（例：такою головою, цею землею）を挙げ、南西部方言では「-ов, -ев」（例：тов головов, цев землев）と対比した。マクシモヴィチは各々にサブ方言を設け、北東部にウクライナ（南部）とシヴェルスク（北部）、南西部にガリチナとザカルパチアを置いた。彼の観察はおおむね実際の状況を反映していたが、詳細な分類のための資料が不足していた。

### イヴァン・ヴァヒレビチ
イヴァン・ヴァヒレビチは、1845年にガリチナ向けウクライナ語文法の序文で話者の分類に取り組んだ。彼はウクライナ語にガリチナ方言とキエフ方言を設け、セレト川と南ブーフ川で分けた。さらに、ガリチナとキエフの特徴を併せ持つカルパチア方言を仮定的に定義し、隣接言語の影響を指摘した。彼はサノツク・ペレムィシュル、ブーフ、フツル、チェルニウツィ、ヴォルィーニ、ポディーリャ、チェルニーヒウの話者を特徴づけ、クルスクやヴォロネジの話者をロシア語への過渡型、オヴルチの話者をベラルーシ語への過渡型、黒海沿岸の話者を別個に扱った。ヴァヒレビチは豊富な方言資料を提示したが、規則的現象と単発的現象の区別が不十分だった。

### ヤキウ・ホロヴァツキイ
ヤキウ・ホロヴァツキイは、1848年の講演と1849年の「ルーシ語文法」で同様に話者を分類した。彼はウクライナ語の話者を3つの方言に分けた：ヴォルィーニ・ポディーリャ（ウクライナ語話者の大多数）、ガリチナ（ナッドニストリアンスキー、中心はガリチュ、ブコヴィナ、フツルの話者）、山岳（カルパチア両側の話者、フツルを除く）。ヴォルィーニ・ポディーリャ方言では、キエフ・ペレヤスラウ、シヴェルスク、スロボダ、ヴォルィーニ・ポディーリャの話者を区別した。
ホロヴァツキイは、ヴォルィーニ・ポディーリャとガリチナ方言の境界をザリシュチュキ — ボルシュチウ — テルノーピリ — フリャドクィ — ゾロチウ — ブージク — モストゥィ・ヴェルィキー — ラヴァ・ルースカ — ナリルの線で定義し、村の名前で補足した。ガリチナと山岳方言の境界は、ラタ川の源流からヤヴォリウとヤノウの間、スドーヴァ・ヴィシュニャ、ヒリウ、サンビル、ドロホブィチュ、オリウとウリチュノ、スコレ、オプル川、リムニツャ川、ビストルィツャ川、ヤセニウ、ラヒウの線で設定した。
彼はヴォルィーニ・ポディーリャ方言を最も古く、均質で、民俗に富み、歴史的資料に反映され、イヴァン・コトリャレウシキー、フルィホーリー・クヴィトカ＝オソヴィャネンコ、ペトロ・フラク＝アルテモウシキー、イェウヘン・フレビンカ、タラス・シェウチェンコらによって文学に導入されたと評価した。ガリチナ方言も古く、マルキヤン・シャシュケヴィチ、ムィコーラ・ウスチヤノヴィチ、イヴァン・ヴァヒレビチの母語であり、山岳方言は多くの古語を保持し、歴史的資料に反映されているとした。彼はガリチナと山岳方言が他のスラヴ語と同等の古さを持つとし、方言の境界が行政的境界と一致しないため、最古の民族単位を反映すると結論づけた。現代の言語学者マトヴィヤスは、ホロヴァツキイの分類の概略性を当時の話者研究の不足に帰しつつ、全体的には現代の分類と矛盾しないと評価した。

### オレクサンドル・ポテブニャ
オレクサンドル・ポテブニャは、話者の分類を専門には扱わなかったが、ウクライナ（南東部）、ヴォルィーニ、ポディーリャ、ガリチナ、カルパチア、ボイコ、レムコの話者を指摘し、キエフ、チェルニーヒウ、ニージュン・ペレヤスラウ、ソスヌィツャ、コゼレツィ、ザブルディウなどの行政中心に基づく話者名や、東部、西部、北西部、南西部などの概括的名称を用いた。

### コスチャンティン・ミハリチュク

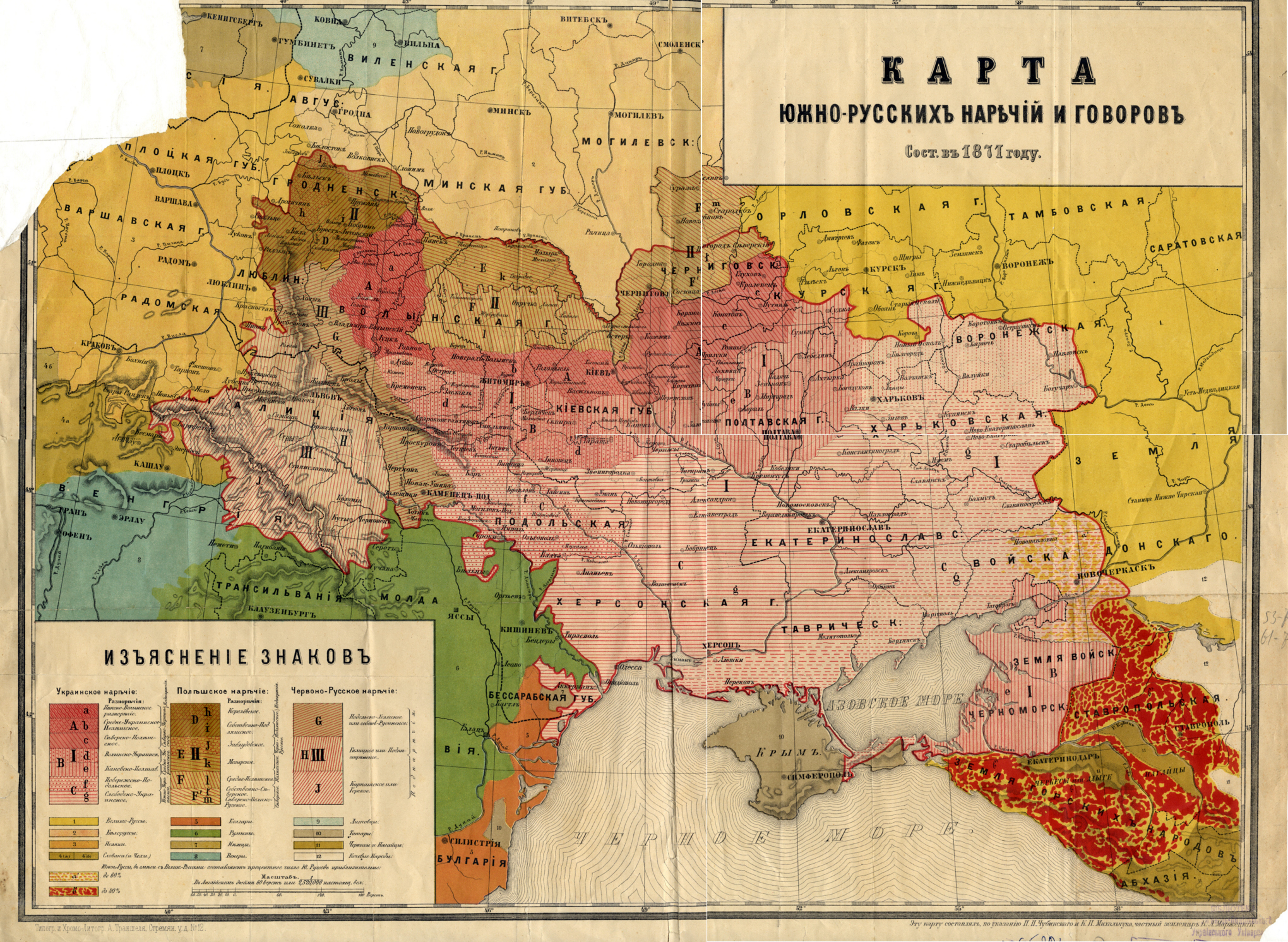
コスチャンティン・ミハリチュクとパウロ・チュブィンシキーによるウクライナ語地図（1871年）

19世紀で最も包括的な方言分類研究は、コスチャンティン・ミハリチュクの1872年の「南ロシアの方言、サブ方言、話者、およびガリチナの方言との関係」である。この研究は20世紀と21世紀のウクライナ語方言分類の基礎となった。ミハリチュクは、イヴァン・ノヴィツキーのプログラムに基づく74の音声学・形態論現象を59のウクライナ各地で収集し、先行研究や出版物を参照し、言語的特徴に加え、過去の東スラヴ部族の配置、後の移住要因、地形的特徴、民族学的データを考慮した。彼は言語地図の形式で方言分類を提示した。
ミハリチュクはウクライナ語を3つの方言に分けた：
- ウクライナ方言（北ウクライナ、中ウクライナ、南ウクライナのサブ方言）
- ポリッシャ方言（ピドリャシュシャ、黒ルーシまたはザブルディウ、ポリッシャ、シヴェルスクのサブ方言）
- ルシン方言（ポディーリャ・ホルム、ガリチナ、カルパチアのサブ方言）

彼は、音声学ではウクライナとルシン方言がポリッシャ方言よりも類似し、形態論ではウクライナとポリッシャ方言がルシン方言よりも共通性が高いと指摘した。
ウクライナとルシンおよびポリッシャ方言の境界は、ノヴァ・ウシュィツャ — クレメネツィ — リュボムリ — ドロフィチンの線で設定され、北東部ではドロフィチンからピンシク、ホルィニ川、リウネ、コレツィ、チョポヴィチ、キエフの北のドニプロ川、左岸ではデスナ川、ノヴホロド＝シヴェルシキー、ロシア語境界までとした。
ウクライナ方言のサブ方言は、ドゥブノ — ジトーミル — ヴァスィリキウ — ペレヤスラウ — プィリャティン — ロフヴィツャ — ロムヌィ — ネドルィハイリウ — ビロピーリャと、フメリヌィツキーの南 — リトゥィン — ルィポヴェツィ — チェルカースィ — クレメンチューク — ハルキウ — ロシア語境界の2線で分けた。中ウクライナサブ方言はこれらの間に位置し、北に北ウクライナ、南と東に南ウクライナを置いたが、プリアゾウシク北東部とクバンの話者も中ウクライナに含めた。
北ウクライナサブ方言は、ニージュン・ペレヤスラウ（ドニプロ川東）、中ウクライナ・ポリッシャ（ホルィニ川西境）、ピンシク・ヴォルィーニ（ホルィニ川西、リウネ、ルーツィク、コヴェリ、プリピャチ川上流）に分割された。中ウクライナサブ方言は、ヴォルィーニ・ウクライナとカニウ・ポルタヴァの2話者に分け、ビーラ・ツェルクヴァとボフスラウで区切られ、プリアゾウシクとクバンの話者もカニウ・ポルタヴァに含まれた。南ウクライナサブ方言は、ポベレジュノ・ポディーリャとスロビドシク・ウクライナに分け、ヴィンニツャ — ハイスィン — ペルヴォマイシク — バルタで分離された。
ポリッシャ方言は、シヴェルスク（ドニプロ川東）、中ポリッシャ（ドニプロ川からホルィニ川）、黒ルーシ（中ポリッシャ北、ヤセルダ川とシャラ川、ナレフ川北）、ピドリャシュシャ（ナレフ川とヤセルダ川南）に分割された。シヴェルスクは、固有シヴェルスクとベラルーシ語・ロシア語への過渡型に分けられた。ピドリャシュシャは固有ピドリャシュシャとコレレフシキー（ブーフ川北）に、黒ルーシはモズィルシク、スロヌィムシク・ピンシク、ザブルディウに分けられた。
ルシン方言は、ポディーリャ・ホルム、ガリチナ（ナッドニストリアンスキー）、カルパチアに分割され、ポディーリャ・ホルムとガリチナはホルム — ベルズ — ブーフ川 — セレト川、ガリチナとカルパチアはペレムィシュリ — ボルィスラウ — ドルィナ — カルパチア山脈で分けた。
ミハリチュクの研究は、オレクシイ・シャフマトフら同時代人に高く評価され、現代の分類の基礎となった。限られた資料にもかかわらず詳細な分類を行い、後の研究で補完・修正された。主な修正は、北ウクライナサブ方言が北部方言にほぼ完全に含まれたこと、中ウクライナと南ウクライナの区分が否定されたこと、ヴォルィーニとポディーリャの話者が南東部方言でなく南西部方言に含まれたこと、黒ルーシとシヴェルスク・大ルーシの話者がベラルーシ語・ロシア語とされたことである。

### オレクシイ・ソボレウシキーとオレクシイ・シャフマトフ
オレクシイ・ソボレウシキーは1892年の「ロシア方言学概説」で、ウクライナ語を北部（北小ルーシ）と南部（南小ルーシまたはウクライナ・ガリチナ）に分け、ザカルパチアの一部を北部に含めた。北部と南部の明確な境界は設定せず、北部にミハリチュクの北ウクライナサブ方言を含めた。彼はウクライナ、ヴォルィーニ、ポディーリャ、ガリチナ、ブコヴィナ、ポクトゥ、フツル、カルパチア、ボイコ、レムコの話者を南部に置き、行政中心に基づく話者を定義した。ソボレウシキーは多くの資料を用いたが、資料の信頼性が低く、領域は概略的だった。ミハリチュクはソボレウシキーの分類を支持した。
ソボレウシキーは、古新の音声現象を基準に北部とカルパチア話を一括し、ウクライナ語話者の性格と起源の誤解を招いた。
オレクシイ・シャフマトフは1894年の「ロシア方言と民族形成について」で、ウクライナ、ガリチナ、北部の3方言を提唱し、後にソボレウシキーの2方言説を支持した。彼は北部にカルパチアの一部を含め、南部をカルパチアからドン川までとし、南東部と西部・北東部に分けた。西部・北東部は北部方言との混合型、南東部は純粋な原型を保持するとした。後に彼は北小ルーシ、東ウクライナ、ガリチナ、カルパチア（レムコ、ボイコ、フツル）、ウグロルーシの方言を提唱した。

### アハタンヘル・クルィムシキー
アハタンヘル・クルィムシキーは1907年の「ナッドニプリャンシチナの高等学校向けウクライナ語文法」で、東部（東小ルーシ）と西部（西小ルーシ）に分け、西部にピドリャシュシャ、西ヴォルィーニ、ポディーリャ、ブコヴィナ、ガリチナ、ザカルパチアを、残りを東部に含めた。彼の分類は、東部の南話者が北話者から、西部の南話者が北話者から発展したとする歴史観に基づき、ソボレウシキーの見解を否定した。

### イヴァン・ジリンスキー
イヴァン・ジリンスキーは1914年の「ウクライナ語話者の整理試論」で、南東部と北西部の2方言を提唱した。南東部は舌が「і, й」の発音位置に近く、北西部は中後部に位置するとした。南東部は東部（ナッドニプリャンスキー）と西部（ヴォルィーニ、北ガリチナ、ナドブーフ、ナッドニストリアンスキー、ポディーリャ、北ブコヴィナ）に、北西部は北部（ピドリャシュシャ、西ポリッシャ、東ポリッシャ）とカルパチア（固定アクセントの西部と移動アクセントの東部、オスラヴァ川とラボレツ川で分割）に分けた。この分類はソボレウシキーに近く、北部とカルパチアがポーランド語話者と連続する点でシャフマトフの影響を受けた。

### ロシア方言学におけるウクライナ語方言分類

1914年の東ヨーロッパ方言地図（ロシア帝国地理学会）

モスクワ方言学委員会のムィコーラ・ドゥルノヴォ、ムィコーラ・ソコロフ、ドゥムィトロ・ウシャコフは1915年のロシア語方言地図で、ウクライナ語を北部（北小ルーシ）、南部（南小ルーシ）、カルパチア（レムコ、ボイコ、ザカルパチア）に分け、北部と南部の境界をホルム — ヴォロディームィル＝ヴォルィンスキー北 — ルーツィク — リウネ — ジトーミル — キエフ — ペレヤスラウ — ニージュン — コノトプ南 — プティウリとした。北部はピドリャシュシャ、西ポリッシャ、中ポリッシャ、東ポリッシャに、南部は「і」前の子音発音で北部・南部、または東ウクライナ、西ウクライナ、ガリチナ、フツルに、カルパチアはアクセントの固定・移動で西部・東部に分けた。彼らはソボレウシキーのカルパチアの北部方言説を否定し、ベラルーシ語、ロシア語、スロヴァキア語との過渡話を詳細に扱った。
ドゥルノヴォは1927年の「ロシア語史入門」で、ポリッシャ、東ウクライナ、西ウクライナに分け、ガンツォフは1923年の「ウクライナ語話者の方言分類」で北部と南部（古い南西部と新しい南東部）に分けた。カルスキーは1924年の「ロシア方言学」でモスクワ委員会の北部・南部・カルパチア説を支持した。

### 1930〜1940年代の研究
ジリンスキーは1933年の「ウクライナ語話者地図」で北部と南部に分け、南部を東ウクライナと西ウクライナに分割し、実質的に3方言とした。西ウクライナには南ヴォルィーニ、ポディーリャ、ナッドニストリアンスキー、ナドシャンスキー、レムコ、ボイコ、中ザカルパチア、フツル、ポクトゥ・ブコヴィナを、過渡話を別途扱った。
モスクレンコは1940年の「ウクライナ方言学講義概要」でミハリチュクの北部、南西部、南東部を支持し、ナコネチヌイは1941年の「ウクライナ方言学プログラム」で北部（東ポリッシャ、中ポリッシャ、西ポリッシャ、ピドリャシュシャ）、南西部（ナッドニストリアンスキー、ナドシャンスキー、ポクトゥ・ブコヴィナ、ポディーリャ、南ヴォルィーニ、カルパチアのレムコ、ボイコ、中ザカルパチア、フツル）を定義した。

### フェドート・ジルコによる分類
フェドート・ジルコは1955年の「ウクライナ語方言学概説」と地図で、北部（東ポリッシャ、中ポリッシャ、西ポリッシャ）、南西部（ガリチナ・ブコヴィナ・ポディーリャ・南ヴォルィーニ：ナッドニストリアンスキー、ナドシャンスキー、ポクトゥ、ブコヴィナ、ポディーリャ、ヴォルィーニ、カルパチア：ボイコ・中ザカルパチア、フツル、レムコ）、南東部（中ナッドニプリャンスキー、スロボジャンスキー、ステップ）に分けた。1958年の「ウクライナ語話者」ではポクトゥとブコヴィナを統合、ボイコとザカルパチアを分割、ヴォルィーニ話者の東境界を変更した。1966年版では、北部・南部と北部・南西部・南東部の両説を併記し、用語を更新した。

### その後の研究
ステパン・ベウゼンコの1975年「ウクライナ語の話者と方言グループ」と1980年「ウクライナ方言学」では、北部（東ポリッシャ、中ポリッシャ、西ポリッシャ、ナブーフ・ピドリャシュシャ）、南西部（ヴォルィーニ・ポディーリャ：南ヴォルィーニ、ポディーリャ、ガリチナ・ブコヴィナ：ナッドニストリアンスキー、ナドシャンスキー、ポクトゥ・ブコヴィナ、東カルパチア・フツル、カルパチア：ザカルパチア、北カルパチア・ボイコ、西カルパチア・レムコ）、南東部（中ナッドニプリャンスキー、スロボジャンスキー、ステップ）に分けた。
現代方言学（1900〜2000年代）では、北部、南西部、南東部の3方言が標準とされ、「ウクライナ語アトラス」で裏付けられている。話者の分類では、古い状態と現代の状態を区別する必要があり、異なる発展段階の混同が研究者の結論の相違を生んだ。

## 方言学研究の歴史
方言分類への関心は新しい話者調査を促進し、19世紀末から20世紀初頭にかけて、話者資料収集のためのプログラムが活発に作成された（例：ミハリチュクとティムチェンコの1909年「ウクライナ語方言変異収集プログラム」、1910年クリムシキーの改訂版、シニャウシキーの1924・1927年、ティムチェンコの1925年、UAN方言学委員会の1926年、ラリンの1948・1949年「ウクライナ語方言アトラス資料収集プログラム」、ジェンジェリウシキーの1984・1987年「ウクライナ語語彙アトラス資料収集プログラム」など）。音声学と形態論が分類に最も有用とされ、質問票は主に音声と語形変化の記録を対象とした。
質問票による資料収集は、話者を体系として分析する方言学を進展させた。研究では音声体系（実験データなし）が最も詳細に扱われ、文法、統語論、音韻論、語形成は少なく、語彙と慣用句は辞書や記述で扱われた：
- ポリッシャ方言（リセンコ1974、ニコンチュク1979・1985、イェウトゥショク1990）
- ボイコ方言（オヌィシュケヴィチ1984、ブコヴィナ方言資料1971〜1979）
- ナッドニストリアンスキー、南ヴォルィーニ話者（ホルバチ1965など）